# Stanisław Ulam
Stanisław Marcin Ulam (ur. 13 kwietnia 1909 we Lwowie, zm. 13 maja 1984 w Santa Fe w stanie Nowy Meksyk) – polski matematyk pochodzenia żydowskiego, przedstawiciel lwowskiej szkoły matematycznej, współtwórca amerykańskiej bomby termojądrowej.
Ulam ma wielkie dokonania w zakresie matematyki i fizyki matematycznej w dziedzinach topologii, teorii mnogości, teorii miary, procesów gałązkowych. Ulam był także twórcą metod numerycznych, na przykład metody Monte Carlo. Był też jednym z pierwszych naukowców, którzy wykorzystywali w swych pracach komputer. Metody komputerowe zostały użyte przez Ulama do modelowania powielania neutronów oraz rozwiązania problemu drgającej struny zawierającej element nieliniowy (układ oscylujący Fermiego-Pasty-Ulama).

## Życiorys
Urodzony w zamożnej, zasymilowanej rodzinie żydowskiej, już jako dziecko wykazywał wybitne zdolności. W swojej biografii twierdzi, że jeszcze przed szkołą średnią samodzielnie odkrył sposób rozwiązywania równań kwadratowych, a w szkole średniej intrygował go problem istnienia nieparzystych liczb doskonałych. Jego ojciec, Józef Ulam, był adwokatem urodzonym we Lwowie, matka Anna Auerbach urodziła się w Stryju. Gdy miał trzy lata, urodziła się jego siostra. W 1914 rodzina Ulamów opuściła Lwów na skutek wkroczenia wojsk rosyjskich do Galicji, i znalazła schronienie w Wiedniu. To wtedy Ulam nauczył się niemieckiego. W swojej książce wspomina, że mimo panującego wśród Polaków antyaustriackiego nastawienia, on „życzył zwycięstwa państwom centralnym”, a w wieku ośmiu lat napisał krótki wiersz o „wielkich zwycięstwach armii niemieckiej i austriackiej”. Ojciec był oficerem sztabowym armii austriackiej, więc rodzina często podróżowała. Ulam przez pewien czas mieszkał w Morawskiej Ostrawie, gdzie chodził do szkoły. Potem, ze względu na podróże, miał już wyłącznie nauczycieli prywatnych. W 1918 rodzina wróciła do Lwowa. W 1919 zdał egzaminy wstępne do gimnazjum. Był „piątkowym uczniem, z wyjątkiem kaligrafii i rysunków”. W 1927 zdał trzydniowe egzaminy maturalne. Ojciec chciał, aby został adwokatem i przejął jego kancelarię, lecz zorientował się, że Stanisław „nie ma zdolności w tym kierunku”. Po ukończeniu liceum, za namową rodziny, zdecydował się rozpocząć studia inżynierskie na Wydziale Ogólnym Politechniki Lwowskiej (składał wniosek o przyjęcie go na Wydział Mechaniczny lub Elektryczny, lecz tam miejsca były już zajęte). Jednym z jego wykładowców był Stefan Banach. W czasie studiów jednakże więcej uwagi poświęcał uczęszczaniu na seminaria matematyki niż kursy inżynierskie. W wieku dwudziestu lat opublikował (w „Fundamenta Mathematicae”), za namową Kazimierza Kuratowskiego, swoją pierwszą pracę, która dotyczyła arytmetyki liczb kardynalnych.
Nadal nie był wtedy zdecydowany co do wyboru zawodu. Pod wpływem rodziny planował przeniesienie się na drugim roku na Wydział Inżynierii Elektrycznej, gdyż szanse zostania profesorem matematyki w Polsce były znikome. Zainspirowany przez Kuratowskiego, pracował nad kolejnym problemem (z zakresu teorii mnogości) i postawił sobie „ultimatum” – jeśli rozwiąże go, będzie pracował jako matematyk, jeśli nie, zostanie inżynierem elektrykiem. Po kilku tygodniach, dzięki wykorzystaniu indukcji pozaskończonej, wysiłki uwieńczone zostały sukcesem. Przed końcem pierwszego roku studiów napisał drugą pracę, którą zamieścił w „Fundamenta”. Ostatecznie studia skończył jako matematyk. W 1933 obronił doktorat, praca została wydana przez Ossolineum. Już w czasie studiów stał się ważną postacią w bardzo prężnym środowisku lwowskich matematyków, do którego należeli także Stefan Banach, Hugo Steinhaus, Stanisław Mazur, Kazimierz Kuratowski i wielu innych.
Po zakończeniu studiów, nie mając – ze względu na pochodzenie – większych szans na podjęcie pracy dydaktycznej, wyruszył w dłuższą podróż do Europy Zachodniej. Odwiedził ośrodki akademickie w Szwajcarii, Francji (Uniwersytet Paryski) i Wielkiej Brytanii (Uniwersytet Cambridge). Wszędzie zdobywał sławę jako doskonały i oryginalny matematyk, pełny nowatorskich pomysłów. W 1934 był pierwszym mężczyzną, który wygłosił wykład w College’u Girton.
W 1935 Ulam otrzymał zaproszenie na Uniwersytet Princeton w Stanach Zjednoczonych, w tym okresie zaprzyjaźnił się z von Neumannem i spotkał z Einsteinem. Po rocznym tam pobycie dostał propozycję dołączenia do organizacji Society of Fellows i pracy na Uniwersytecie Harvarda, z której skorzystał. W tym czasie każde wakacje spędzał w Polsce – ostatni jego pobyt w rodzinnym Lwowie miał miejsce latem 1939. W lecie 1937 zaprosił do Polski von Neumanna, by wygłosił we Lwowie wykład. Gość zawitał kilka razy do Kawiarni Szkockiej. W 1939 trzyletni kontrakt w Society of Fellows wygasł bez możliwości przedłużenia go (ze względu na wiek Ulama). Dzięki George’owi Davidowi Birkhoffowi otrzymał pozwolenie na czasowe pozostanie na Harvardzie w charakterze wykładowcy na Wydziale Matematyki. Do Stanów Zjednoczonych wrócił późnym latem (mając zapewnioną tylko roczną posadę), zabierając ze sobą niespełna siedemnastoletniego brata Adama (który rozpoczął studia na Uniwersytecie Browna). Ich matka zmarła rok wcześniej, ojciec i stryj Szymon towarzyszyli im do Gdyni, bracia odpłynęli na polskim liniowcu Batory. Wtedy Ulam widział ich ostatni raz. W trakcie podróży przez pokładowe radio nadeszła wiadomość o pakcie niemiecko-sowieckim. Kiedy bracia zatrzymali się w hotelu na Columbus Circle, w nocy dowiedzieli się telefonicznie od Witolda Hurewicza o wybuchu wojny. Podczas wojny zginęła jego cała rodzina, z wyjątkiem kuzynostwa, które odnalazło się we Francji i Izraelu. W 1941 Stanisław Ulam rozpoczął pracę jako profesor na University of Wisconsin-Madison w Wisconsin, w tym roku otrzymał amerykańskie obywatelstwo. Zaraz po tym chciał się zaciągnąć na ochotnika do Sił Powietrznych USA, jego kandydaturę odrzucono ze względu na wadę wzroku. Tam też ożenił się z Françoise, stypendystką z Francji studiującą literaturę angielską. W 1941 ukazał się jego artykuł w The Annals of Mathematics i Ulam uważał to za jedno z jego najważniejszych odkryć. W 1943 napisał do von Neumanna z pytaniem o możliwości pracy na rzecz armii. Otrzymał list z pytaniem, czy chciałby przyłączyć się do „bliżej nieokreślonego projektu, w którego ramach wykonywano różne ważne prace, a fizyka miała mieć coś wspólnego z wnętrzem gwiazd”. List był podpisany przez Hansa Bethego i nadszedł razem z listem z działu kadr zawierającym szczegóły na temat stanowiska, wynagrodzenia, procedury uzyskania zezwolenia na dostęp do tajemnic wojskowych i wskazówki dotyczące podróży. Ulam wyraził zgodę. Pensja była niewiele większa od wynagrodzenia na uniwersytecie (około 5000$), ale wypłacana przez 12 miesięcy.
Najważniejszym i najbardziej twórczym w życiu Ulama był okres, gdy pracował w ramach projektu Manhattan, w ośrodku badań jądrowych w Los Alamos. Zajmował się tam m.in. statystyką powielania neutronów. Badania jego zespołu dały podstawy nowej teorii procesów gałązkowych. Z kilkoma przerwami, w czasie których przyjmował zaproszenia do wygłoszenia wykładów w najbardziej prestiżowych uczelniach amerykańskich, pracował w tym ośrodku od 1943 do 1967, współpracując z wybitnymi uczonymi – byli wśród nich John von Neumann, Enrico Fermi, George Gamow, Richard Feynman, Robert Oppenheimer.

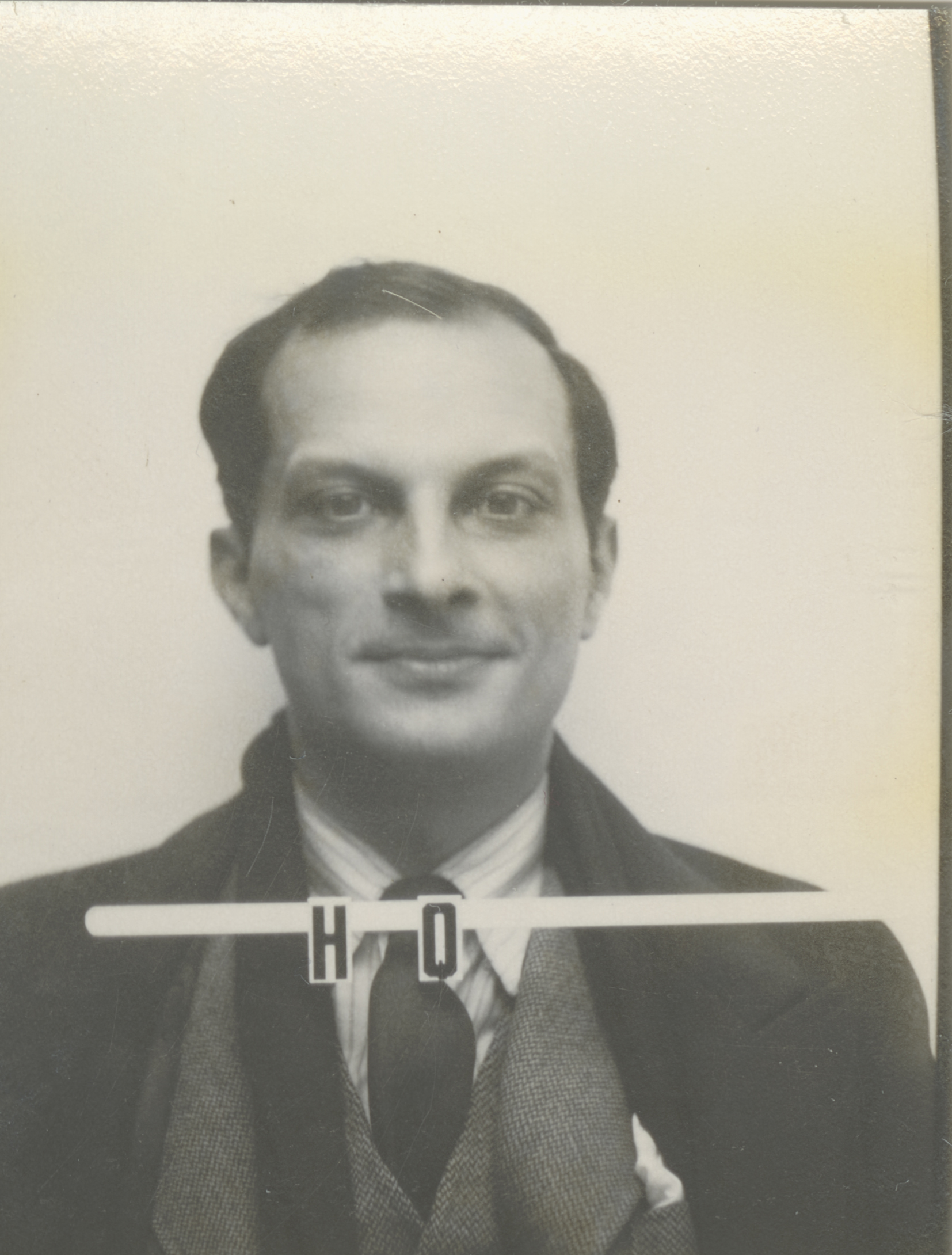
Stanisław Ulam (zdjęcie z Los Alamos)

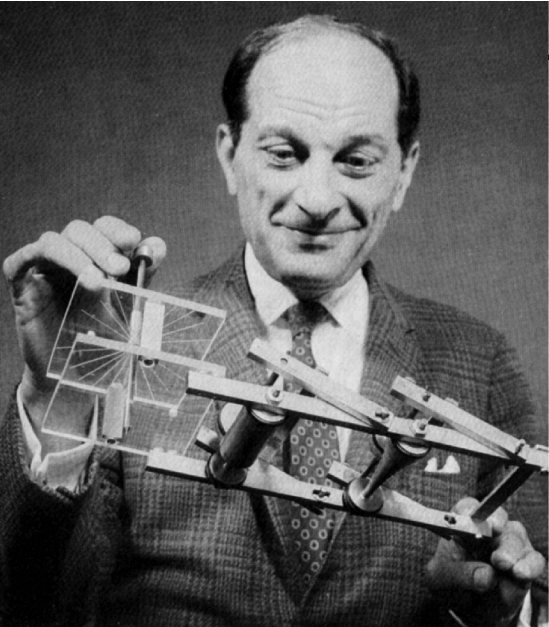
Stanisław Ulam trzymający FERMIACa

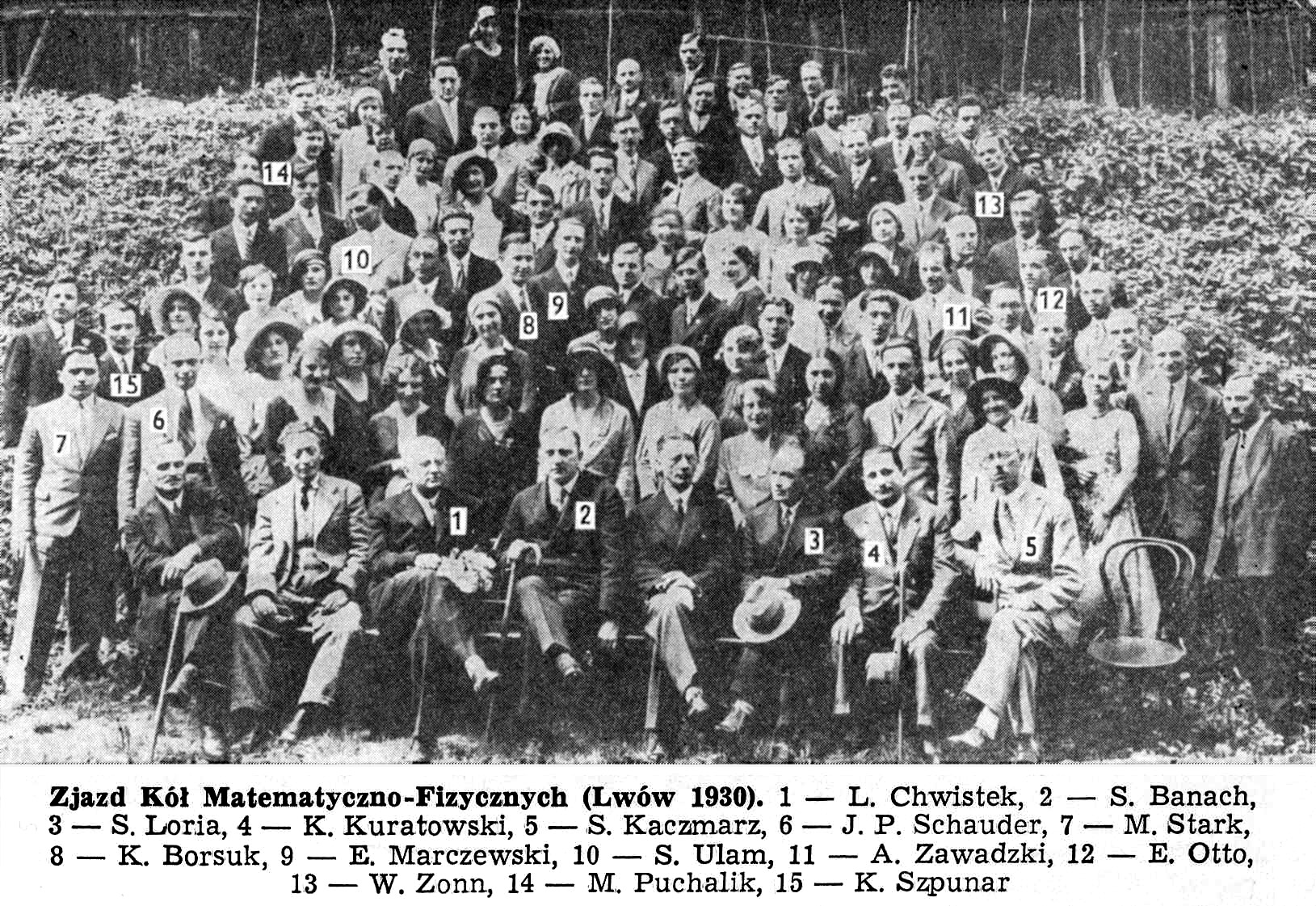
Stanisław Ulam wśród lwowskich matematyków (zdjęcie z 1930, Ulam jest oznaczony numerem 10)

W latach 1944–1955 był jednym z kluczowych twórców programu Orion, w którym opracowywano napęd nuklearny rakiet kosmicznych. Pracował wtedy także nad projektem Rovera, rakiety wyposażonej w reaktor jądrowy.
W 1945 znalazł pracę na Uniwersytecie Południowej Kalifornii (USC) w Los Angeles, zamieszkał z żoną i roczną córką Claire na wyspie Balboa naprzeciw Newport Beach. Wracając z konferencji matematycznej w Chicago z przeziębieniem, poczuł ból głowy. Po wizycie lekarza i zastrzyku z morfiny mógł normalnie funkcjonować, wygłosił wykład. Następnej nocy ból powrócił, a jego mowa stała się nieskładna. Lekarze zabrali Ulama do szpitala Cedry Libanu, gdzie nastąpił atak o podłożu mózgowym, który był dla Ulama „jednym z najbardziej wstrząsających doświadczeń”. Poddawany przez kilka dni badaniom, lekarze podejrzewali u niego guza, miał przeprowadzoną operację. Jeszcze przed nią pacjent szanse przeżycia ocenił „na mniej niż jeden do dwóch”, afazja utrzymywała się dalej. Kiedy żona przybyła do szpitala, wymiotował żółcią, zrobił się zielony i stracił przytomność. Żona zadzwoniła po chirurga, który zdecydował o natychmiastowej operacji. Zdaniem Ulama decyzja ta uratowała mu życie, gdyż zmniejszyła ciśnienie panujące w jego mózgu. Przez kilka dni przebywał w śpiączce pooperacyjnej. Diagnozą był „rodzaj wirusowego zapalenia mózgu”. Ulam wspomina, że chirurg zapytał go, ile jest trzynaście dodać osiem – pytanie to wprawiło go w takie zdumienie, że tylko potrząsnął głową. Zapytany ile jest pierwiastek kwadratowy z dwudziestu, odpowiedział, że około czterech i czterech dziesiątych, co wprawiło doktora w śmiech. Osoby odpowiedzialne za tajność Los Alamos obawiały się, że mógłby zdradzić tajemnice atomowe wskutek choroby. Powstał też problem, czy jego niezdiagnozowana nigdy do końca choroba mogła być skutkiem napromieniowania. Po kilku tygodniach mógł opuścić szpital.
Ulam nie wierzył w ideę Paktu Atlantyckiego uważając ją za chwyt propagandowy. Nie czuł wyrzutów sumienia z powodu powrotu do laboratorium i dalszej pracy nad bombami atomowymi, a swoją postawę charakteryzował jako „pośrednią pomiędzy zupełnie naiwnym idealizmem i całkowitym szowinizmem”, interesował się głównie naukową stroną tej pracy. Ustawa o energii atomowej była dla niego znacznie bardziej zadowalająca niż początkowe propozycje pozostawienia badań nad energią atomową wyłącznie w rękach armii. Uważał, że uczeni muszą zajmować się sprawami techniki, gdyż w przeciwnym wypadku mogą one dostać się w „ręce niebezpiecznych i fanatycznych reakcjonistów”.
Ulam należał do grupy opracowującej teorię konstrukcji bomby wodorowej. Ulam najpierw, stosując swe innowacyjne metody matematyczne, dowiódł, że koncepcja obrana przez kierownika projektu była błędna, a następnie zaproponował własne rozwiązanie, które doprowadziło przedsięwzięcie do sukcesu. Schemat tej bomby nosi nazwę konfiguracji Tellera-Ulama, od jej twórców: węgierskiego fizyka Edwarda Tellera i Stanisława Ulama. Dokumenty z tamtego okresu są ciągle utajnione, więc jego wkład w ogólne dzieło pozostaje mało znany. „Studiował wzrost struktur, układy o wysokim stopniu złożoności, nieliniowość i chaos”. Stan zapewniał żonę, że „bomba wodorowa, jeśli nie zdarzy się żaden wypadek, uczyni wojnę niemożliwą”.
Po zakończeniu pracy w Los Alamos objął stanowisko dziekana Wydziału Matematyki na Uniwersytecie Kolorado, pozostając jednocześnie konsultantem rządowym.
14 września 1976 został odznaczony przez władze RP na uchodźstwie Krzyżem Komandorskim z Gwiazdą Orderu Odrodzenia Polski.

Zmarł nagle w Santa Fe na zawał serca. Żona pochowała jego prochy na cmentarzu Montparnasse w Paryżu. 

„Ten człowiek” był wolnym strzelcem, pełnym kontrastów i sprzeczności: dumny Polak, który przed nikim się nie płaszczył, i zasymilowany Żyd-agnostyk, bardzo wrażliwy na punkcie swojej przynależności etnicznej.

## Wkład
Według Jana Mycielskiego, Ulam stał się pionierem zastosowań komputerów w heurystycznych badaniach układów dynamicznych. Na matematykę „spoglądał z punktu widzenia uczonego, którego celem jest badanie przyrody. Krytykował zagadnienia matematyczne, które nie wynikały z widocznej, bezpośredniej lub naturalnej motywacji, nazywając je „chińskimi łamigłówkami”. Wolał zajmować się fizyką i biologią oraz tymi zagadnieniami matematycznymi, które można z nich wyprowadzić”.

### Teoria mnogości
Rozprawa doktorska Ulama, napisana w 1931, zawiera pierwsze głębsze rozważania dotyczące wielkości kilku liczb kardynalnych, określających teorie mnogości.
Ulam pierwszy zdefiniował również w Księdze Szkockiej nieskończoną grę dwuosobową o informacji zupełnej, która później została wykorzystana do sformułowania aksjomatu determinacji.

### Teoria ergodyczna i teoria miary
Przed wojną Schreier i Ulam badali grupę homeomorfizmów n-wymiarowej sfery Sn w Rn+1. Później Oxtoby i Ulam udowodnili szereg podstawowych twierdzeń na temat tej grupy (na przykład istnienie przekształceń ergodycznych).

### Topologia
Wraz z Kuratowskim rozszerzył klasyczne twierdzenia Fubiniego z paradygmatu miary do paradygmatu kategorii Baire’a. Ze Schreierem pokazał, że każdy homeomorfizm sfery Sn może być przybliżony jednostajnie przez odpowiednie złożenia czterech ustalonych homeomorfizmów. Z Borsukiem wprowadził ideę iloczynów symetrycznych i homeomorfizmów przybliżonych. Z Auerbachem i Schreierem pokazał, że w sensie miary prawie każda para elementów zwartej i półprostej grupy Liego generuje gęstą podgrupę.

### Procesy gałązkowe
Everett i Ulam napisali artykuły o procesach typu Galtona-Watsona (patrz: ABA). Badali prawdopodobieństwa związane z kaskadami cząstek elementarnych wywołanymi przez zderzenia cząstek wysokoenergetycznych. Zasadnicze wyniki dotyczyły względnej liczby cząstek różnych rodzajów, takich jak neutrony i jądra uranu.

### Układy nieliniowe
Początki teorii układów nieliniowych sięgają pracy Fermiego, Pasty, Ulama i M. Tsingou. Odkryli oni, że drgająca struna, której klasyczne równanie zawiera zaburzenie w postaci wyrazu nieliniowego, powraca niemal dokładnie do wyjściowego stanu. Powrót zachodzi znacznie szybciej, niż można było się spodziewać na podstawie rozważań statystycznych. Tak więc pomimo obecności nieliniowego członu, energia nie ulega rozproszeniu pomiędzy wyższe składowe harmoniczne, lecz pozostaje skoncentrowana w kilku najniższych składowych i często powraca do częstości podstawowej. Praca ta doprowadziła do powstania teorii solitonów.
Stein i Ulam badali transformacje nieliniowe i związane z nimi stabilne i niestabilne punkty stałe, periodyczne etc.

## Publikacje
Ulam był autorem i współautorem 150 publikacji naukowych. Wydał też kilka książek.
- Collection of Mathematical Problems, Nowy Jork 1960
- Sets, Numbers and Universes, Cambridge, Massachusetts 1974
- Mathematic and Logic (wspólnie z Markiem Kacem), Nowy Jork 1986
- The Scottish Book: A Collection of Problems (amerykańskie wydanie „Księgi Szkockiej”, słynnego notatnika przechowywanego w kawiarni Szkockiej we Lwowie, w którym notowano dyskusje prowadzone przez matematyków lwowskich), Los Alamos 1957[20]
- Adventures of a Mathematician – biografia, Berkeley, Kalifornia 1976 (polskie wydanie: Przygody matematyka, tłumaczenie: Agnieszka Górnicka, wydawnictwo Prószyński i S-ka, Warszawa 1996, ISBN 83-86868-25-2)

Wybór jego prac ukazał się w książkach Sets, Numbers, Universes [MIT Press, 1974], Science, Computers and People [Birkhäuser, Boston 1986] oraz Analogies Between Analogies [University of California Press, 1990]. Zbiór artykułów opisujących jego wkład do nauki został wydany w książce From Cardinals to Chaos [Cambridge University Press, 1989].

## Ulam w kulturze
Na podstawie książki Ulama Przygody matematyka powstał scenariusz polsko-niemieckiego filmu w reżyserii Thorstena Kleina. Film zrealizowano w 2020 roku pod tytułem Geniusze (oryginalny tytuł Adventures of a Mathematican), prod. Niemcy-Polska-Wielka Brytania. Scenariusz i reżyseria – Thor Klein. W roli Stanisława Ulama wystąpił Philippe Tłokiński.
Ulam został wspomniany w książce pt. "Koniec śmierci", autorstwa Cixin Liu, jako pomysłodawca jądrowego napędu pulsacyjnego.